# 1440
1440 (MCDXL) je bilo prestopno leto, ki se je po julijanskem koledarju začelo na petek.

## Dogodki
- 1. januar

## Rojstva
- 22. februar - Ladislav Posmrtni, avstrijski vojvoda, češki in ogrski kralj († 1457)

Neznan datum
- Kabir, indijski hindujski pesnik in mistik († 1518)

## Smrti
- 20. marec - Sigismund Kęstutaitis, veliki litovski knez (* okoli 1365)
- 20. september - Friderik I., brandenburški volilni knez, nürnberški mestni grof (VI.) (* 1370)

Neznan datum
- Ivan Hunyadi mlajši, ban Severinske banovine (* okoli 1419)